# Myxexoristops neurotomae
Myxexoristops neurotomae là một loài ruồi trong họ Tachinidae.